# Петрак, Ондржей
О́ндржей Пе́трак (чеш. Ondřej Petrák; родился 11 марта 1992 года в Прага, Чехия) — чешский футболист, полузащитник клуба «Богемианс 1905».

## Клубная карьера
Петрак — воспитанник клуба «Славия» из своего родного города. 1 октября 2010 года в матче против «Виктории Пльзень» он дебютировал в Гамбринус лиге. 19 сентября 2012 года в поединке против «Теплице» Орнджей забил свой первый гол за столичную команду.
В начале 2014 года Петрак перешёл в немецкий клуб «Нюрнберг». Сумма трансфера составила 1 млн евро. 25 января в матче против «Хоффенхайма» он дебютировал в Бундеслиге. По итогам сезона команда вылетела из элиты, но Орнджей остался в клубе.
В сезоне 2019/20 Петрак на правах аренды присоединился к «Динамо» Дрезден.

## Международная карьера
В 2015 году в составе молодёжной сборной Чехии Петрак принял участие в домашнем молодёжном чемпионате Европы. На турнире он сыграл в матчах против сборных Дании, Сербии и Германии.